# Miconia gracilis
Miconia gracilis är en tvåhjärtbladig växtart som beskrevs av José Jéronimo Triana. Miconia gracilis ingår i släktet Miconia och familjen Melastomataceae. Inga underarter finns listade i Catalogue of Life.